# Aşağıyayla, Narman
Aşağıyayla là một xã thuộc huyện Narman, tỉnh Erzurum, Thổ Nhĩ Kỳ. Dân số thời điểm năm 2011 là 94 người.